# بهنام بیات
بهنام بیات (زاده ۱۳ اسفند ۱۳۶۸ - کرج) تکواندوکار اهل کشور ایران است.
از افتخارات وی می‌توان به کسب مدال طلا کیوروگی در مسابقات دانشجویان آسیا ۲۰۱۱، مدال نقره کیوروگی در مسابقات ارتش‌های جهان ۲۰۱۲ ویتنام و مدال طلای وزن ۷۴ کیلوگرم در بازی‌های همبستگی کشورهای اسلامی ۲۰۱۳ اندونزی اشاره کرد.